# Piz Alv
O Piz Alv ou Piz Bianco (Alv e Bianco de alvo ou branco) (em italiano:   Piz Alv ou Piz Bianco), e que não deve ser confundido com a Pointe Blanche,  é um cume secundário do Maciço Bernina, situado no cimo do Biancograt, que se encontra em Engadine no cantão dos Grisões.
A aresta Norte, chamada Biancograt ou Crast Alva (as duas significam "aresta branca") é a via mais célebre para se atingir o piz Alv, que aliás é conhecida como a escada do céu.

## Ascensões
A primeira ascensão teve lugar a 12 de Agosto de 1876 por Henri Cordier e Thomas Middlemore com os guias Johann Jaun e C. Maurer.
Normalmente passa-se pela cabana de Tschierva a 2 584 m no vale Roseg, cabana que é acessível a partir de Pontresina.